# Idlewild South
Idlewild South är The Allman Brothers Bands andra studioalbum, och det utgavs 1970 på Atco Records. Skivan sålde betydligt bättre än gruppens föregående debutalbum som knappt tog sig upp på Billboard 200-listan. Albumet innehåller studioversionen av det instrumentala spåret "In Memory of Elizabeth Reed". Stycket återfanns senare på livelabumet At Fillmore East där det är dubbelt så långt. Det kom att bli ett av gruppens mer populära konsertnummer.

## Låtlista
Alla låtar är skrivna av Gregg Allman om inget annat anges.
1. "Revival" (Dickey Betts) – 4:05
2. "Don't Keep Me Wonderin'" – 3:31
3. "Midnight Rider" – 2:59
4. "In Memory of Elizabeth Reed" (Dickey Betts) – 6:56
5. "Hoochie Coochie Man" (Willie Dixon) – 4:57
6. "Please Call Home" – 4:02
7. "Leave My Blues at Home" – 4:17

## Medverkande
- Duane Allman - gitarr
- Gregg Allman - ledande sång, orgel, piano
- Dickey Betts - gitarr
- Berry Oakley - basgitarr, ledande sång på "Hoochie Coochie Man"
- Butch Trucks - trummor, slagverk
- Jai Johanny Johanson - trummor, congas, slagverk
- Thom Doucette - munspel, tamburin, slagverk

## Listplaceringar
- Billboard 200, USA: #38[1]